# Batalha de Camden
A Batalha de Camden foi um confronto que terminou com uma expressiva vitória dos Britânicos no sul dos Estados Unidos, durante a guerra pela independência destes (revolução americana). Em 16 de agosto de 1780, forças britânicas sob comando do Tenente-general Lorde Cornwallis destruíram as tropas norte-americanas sob a direção do Major-general Horatio Gates a cerca de 10 km  (seis milhas) de Camden, Carolina do Sul, garantindo a dominação inglesa das Carolinas seguido da queda de Charleston.
A derrota foi uma derrota pessoalmente humilhante para Gates, o general americano mais conhecido por comandar as forças Patriotas na derrota britânica em Saratoga, três anos antes. Seu exército possuía uma grande superioridade numérica sobre a força britânica, tendo o dobro do pessoal, mas seu comando era visto como desorganizado e caótico. Após a batalha, ele foi visto com desdém por seus colegas e nunca mais ocupou um comando de campo. Suas conexões políticas, no entanto, ajudaram-no a evitar quaisquer inquéritos militares ou cortes marciais no desastre.